# Miszewo (powiat kartuski)
Miszewo (kaszub. Miszewò) – wieś kaszubska w Polsce położona w województwie pomorskim, w powiecie kartuskim, w gminie Żukowo, przy drodze krajowej nr 20 Stargard – Szczecinek – Gdynia. Wieś jest siedzibą sołectwa Miszewo, w którego skład wchodzą również miejscowości Miszewko, Dąbrowa i Nowy Tuchom.
W latach 1975–1998 miejscowość należała administracyjnie do województwa gdańskiego.

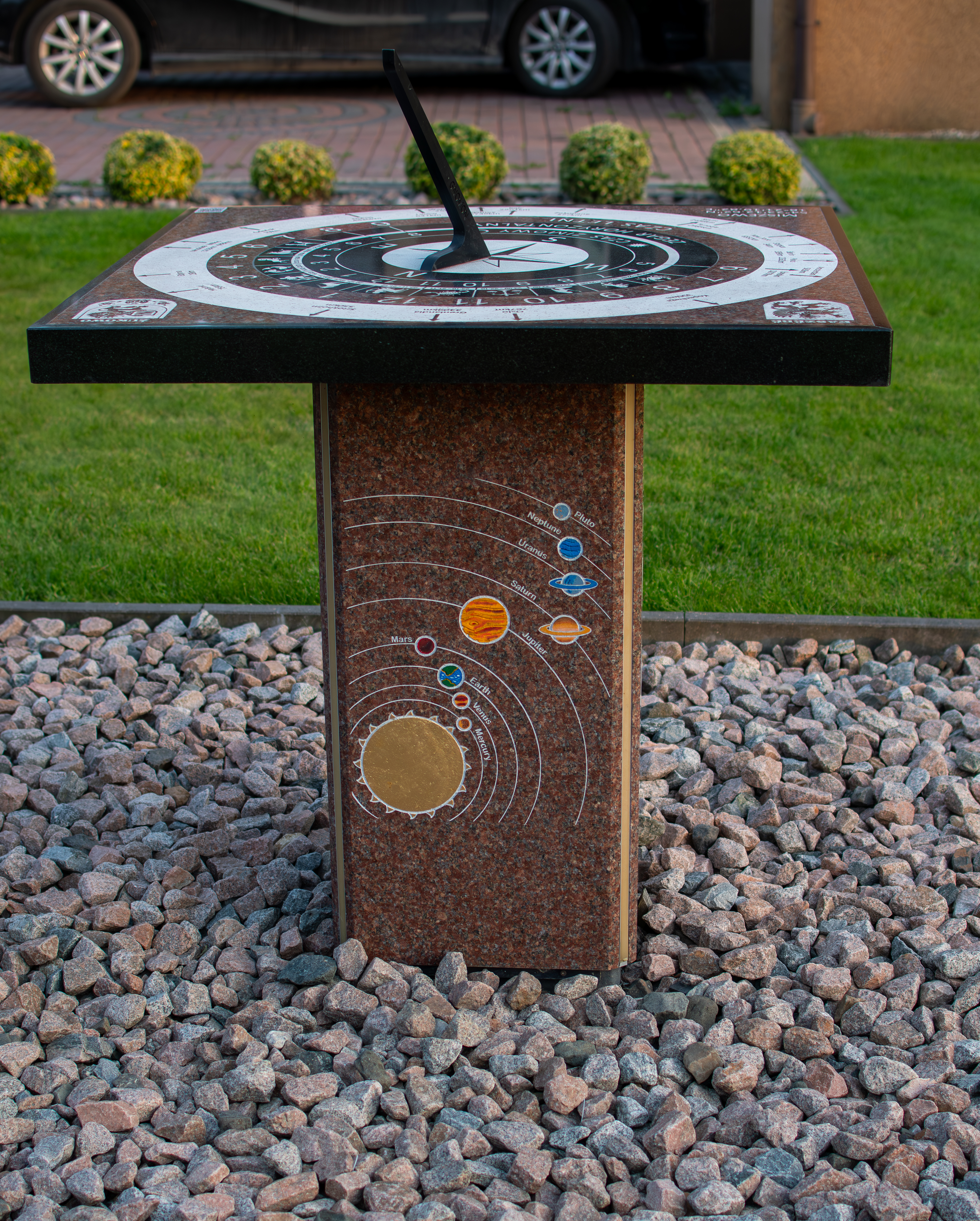
Zegar słoneczny w Miszewie

We wsi znajduje się jeden z niewielu w okolicy zegarów słonecznych, wzniesiony na prywatnej posesji. Jego budowniczym jest Krzysztof Cieszyński. 